# Espelho da Vida
Espelho da Vida es una telenovela brasileña producida por la Red Globo, con exhibición a partir de 25 de septiembre de 2018, sustituyendo Orgullo y Pasión, hasta el 1 de abril de 2019, siendo sustituida por Huérfanos de su Tierra. Fue la 92.ª “novela de las seis” exhibida por la emisora, y contó con 160 capítulos grabados. Escrita por Elizabeth Jhin, con colaboración de Duba Elia, Renata Jhin, Wagner de Assis y Maria Clara Mattos, contó con la dirección de Luis Felipe Sá, Rafael Salgado y Tande Bressane, y dirección general de Cláudio Boeckel y dirección artística de Pedro Vasconcelos.
En la telenovela anterior por el autor, A Través del Tiempo, tuvo dos fases con personajes en diferentes encarnaciones. En Espelho da Vida, las historias de 2018 y 1930 se desarrollan simultáneamente. La protagonista viajar a través del tiempo con un espejo. La historia tiene similitudes con las telenovelas brasileñas, O Casarão de 1976, dónde tres épocas diferentes estaban sucediendo al mismo tiempo y Espelho Mágico de 1977, que tenía metalenguaje, los protagonistas eran actores de la telenovela dentro de la telenovela Coquetel de Amor.
Protagonizada por Vitória Strada  y João Vicente de Castro, con las participaciones antagónicas de Alinne Moraes, Rafael Cardoso, Kéfera Buchmann y Rômulo Neto y con las actuaciones estelares de Irene Ravache, Júlia Lemmertz, Ângelo Antônio, Felipe Camargo, Ana Lúcia Torre, Patrícya Travassos, Vera Fischer y Evandro Mesquita en los papeles principales.

## Producción
El primer título meditado para la producción fue O Avesso da Vida. Para el escenario de la novela, la ficticia Ciudad Rosa Blanca, la producción decidió no construir una ciudad ceno gráfica, pero grabaron en otras ciudades. La primera temporada de grabaciones se concluyó en 27 de julio de 2018. La primera llamada fue exhibida en 25 de agosto.

### Elección del elenco
Isis Valverde fue la primera invitada para interpretar la protagonista, sin embargo la actriz rechazó por estar embarazada. Paolla Oliveira fue escalada en la secuencia, sin embargo la actriz repetiría la asociación con Rafael Cardoso y Alinne Moraes de Além do Tempo y acabó desplazada para Troia, siendo que el papel quedó para Victoria Strada. Después de diversas películas, Kéfera Buchmann realizó pruebas para la novela, siendo aprobada para estrenar en la televisión.

## Enredo
En la ciudad minera de Rosa Blanca, Vicente hace un último pedido antes de morir a su esposa, Margot: que llame de vuelta su nieto, el cineasta bien sucedido Alain, para que él realice una película biográfico para contar al mundo la historia de Julia Castillo, víctima de un crimen pasional en la ciudad en la década de 1930 que dejó muchas situaciones apenas explicadas. A pesar de haber jurado que nunca más retornaría a la ciudad natal después de haber sido traicionado diez años antes por su exnovia, Isabel, con suyo primo Felipe, él se dispone a cumplir la última gana del abuelo y se restablece en el local. Junto llega su novia, la actriz Cris Valência, prometida como protagonista de la producción, que acaba encontrando en su investigación un espejo que la permite viajar para 1930, cuando el crimen aconteció, donde descubre que es la reencarnación de la propia Julia.
Con la ayuda de Margot, Cris tiene la oportunidad de desentrañar todos los misterios de lo ocurrido y descubrir si Danilo, novio de Julia en la época, era realmente el asesino o fue injustamente acusado, una vez que la falta de documentaciones y evidencias dejaban todo subentendido. El mayor obstáculo en la vida de Alain y Cris es Isabel, dispuesta a todo para reconquistar su amor del pasado, utilizando el hecho de ser la periodista responsable de cubrir las grabaciones para reaproximarse de él. Además, Cris también necesita lidiar con el mal carácter Mariane, una actriz que quiere el papel protagonista de la película a toda costa, aunque eso signifique perjudicarla, contando con la ayuda de la ambiciosa Josi.
Con la grabación de la película otros actores llegan a la ciudad, como Emiliano, Solange, la excéntrica Carmo y el egocéntrico Mauro César, que se siente un gran astro y no ve problema en humillar a las personas, además del director Bola, mejor amigo y brazo- derecho de Alain. Él tiene una pasión platónica por Mariane, que nunca lo percibió, y despierta el interés de Daniela, productora que vive conviviendo con el chico y esconde sus sentimientos. Todos van a parar en la pensión de Gentil, mujer firme que no se conforma que su hija Lenita haya terminado con Marcelo. Todavía esta la relación conflictiva de Isabel con du madre, Edméia, que se fue hace muchos años seguir la carrera como fotógrafa y regresa la ciudad.

## Elenco
| Actor/Actriz           | Personaje 2018                | Personaje 1930                  |
| ---------------------- | ----------------------------- | ------------------------------- |
| Vitoria Strada         | Cristina Valência (Cris)      | Julia Castelo                   |
| João Vicente de Castro | Alain Dutra                   | Gustavo Bruno, Marqués de Torga |
| Alinne Moraes          | Isabel Goulartmais            | Isadora Monteiro (Dora)         |
| Kéfera Buchmann        | Mariane Cardoso               | Brigite                         |
| Rafael Cardoso         | Daniel Leoni                  | Danilo Breton                   |
| Irene Ravache          | Margot Dutra                  | Hildegard Breton                |
| Thati Lopes            | Josiane Pedrosa (Josi)        |                                 |
| Júlia Lemmertz         | Ana Muniz de Castro           | Piedade Castelo                 |
| Ângelo Antônio         | Flávio de Castro              | Padre Luiz                      |
| Felipe Camargo         | Américo Valência              | Eugênio Castelo                 |
| Rômulo Neto            | Mauro César                   |                                 |
| Ana Lúcia Torre        | Gentil Marques                | Madre Joana                     |
| Suzana Faini           | Señora                        |                                 |
| Patrícya Travassos     | Edméia Ferraz/Grace           | Graça Monteiro                  |
| Vera Fischer           | Maria de Carmo Vilela (Carmo) | Gertrude Trindade               |
| Evandro Mezquita       | Emiliano Gomes                |                                 |
| Robson Nunes           | Afrânio Nunes (Bola)          | Benamim                         |
| Luciana Vendramini     | Solange Sollari               |                                 |
| Emiliano Queiroz       | André                         |                                 |
| Marcelo Laham          | Tadeu Tavares (Tavares)       |                                 |
| Flávia Botella         | Neusa Tavares                 |                                 |
| Luciana Paes           | Lenita Marques                | Milena Trindade (Mimi)          |
| Nikolas Antunes        | Marcelo Vendrini              | Lucas                           |
| Renata Tobelem         | Daniela Simão (Dani)          |                                 |
| Guilherme Hamacek      | Vitor                         |                                 |
| Maria Mônica Pasos     | Maria José Leitão (Zezé)      | Hermana Zélia                   |
| Andrea Dantas          | Abigail                       | Hermana Dolores                 |
| Cadu Libonati          | Hugo                          |                                 |
| Anna Rita Cerqueira    | Gabriela                      |                                 |
| Ana Ríos               | Marina                        |                                 |
| Rosana Días            | Valdete                       | Celine                          |
| Wal Schneider          | Martim                        | Hakima                          |
| José Santa Cruz        | Padre Léo                     |                                 |
| Cosme de Santos        | Gerson                        |                                 |
| Andrea Bacellar        | Dalva                         | Firmina                         |
| Dandara Albuquerque    | Sheila                        |                                 |
| Marcello Escorel       | Dalton Teixeira (Daltinho)    | Fabrício Nunes                  |
| Pedroca Monteiro       | Júlio                         |                                 |
| Márcio Hacha           | Sergio                        |                                 |
| Luciana Malcher        | Débora Martins                | Bendita                         |
| Miguel Conejo          | Jorge                         |                                 |
| Débora Ozório          | Patrícia Vieira Marques (Pat) |                                 |
| Catarina Carvalho      | Michelle Tavares              |                                 |
| Clara Galinari         | Priscila Ferraz Dutra         | Teresa Monteiro                 |
| Iván Bastar            | Mocotó                        |                                 |
| Maria Luiza Galhano    | Flor                          |                                 |
| Haroun Abud            | André (niño)                  |                                 |
| Otávio Martins         | Jadson Valência               | Henrique Buchan                 |

### Participaciones especiales
| Actor/Actriz     | Personaje 2018   | Personaje 1930   |
| ---------------- | ---------------- | ---------------- |
| Reginaldo Haría  | Vicente Dutra    | Augusto Breton   |
| Patrick Sampaio  | Felipe Dutra     | Otávio           |
| Carla Diaz       | Carine de Sá     |                  |
| Marcos Junqueira | Kikito           |                  |
| Ingrid Guimarães | Ella misma       |                  |
| José Loreto      | Él aún           |                  |
| Letícia Persiles | Letícia Oliveira | Maristela Buchan |